# Castel Nuovo
Pour les articles homonymes, voir Castelnuovo.
Castel Nuovo (en français: Château Neuf), est un édifice historique et un des symboles de la ville de Naples. Il est connu par les Napolitains sous le nom de Maschio Angioino (« donjon angevin »).

## Histoire
Principal symbole de l'architecture de la ville, le Castel Nuovo a été étendu ou rénové plusieurs fois depuis qu'il a été construit en 1279.
Le nom du château Castel Nuovo (« château neuf ») permettait de le différencier des forteresses plus anciennes érigées à Naples et à ses proches environs, notamment le castel dell'Ovo.
Avant l'accession au trône de Charles Ier d'Anjou en 1266, la capitale du royaume de Naples était Palerme. Il y avait néanmoins une résidence royale à Naples appelé Castel Capuano. Toutefois, lorsque la capitale fut transférée à Naples, à la suite des Vêpres siciliennes, Charles d'Anjou ordonne la construction d'un nouveau château, non loin de la mer, édifié pour accueillir la cour. Les travaux, réalisés par les architectes français Pierre de Chaulnes et Pierre d'Angicourt, débutent en 1279 et sont achevés trois ans plus tard en 1282.
De style gothique, le Castel Nuovo était à l'origine caractérisé par un plan en forme de quadrilatère irrégulier, avec cinq tours de défense, des hauts murs et des meurtrières. Un profond fossé entourait entièrement la forteresse à laquelle on accédait par un pont-levis et un vaste portail d'entrée.
En raison de la guerre des Vêpres siciliennes, la nouvelle forteresse est restée inhabitée jusqu'en 1285, date à laquelle Charles meurt. Son fils, Charles II, lui succède. Le Castel Nuovo, dont la décoration a été faite par Giotto di Bondone, devint rapidement le noyau du centre historique de la ville, et a été souvent le témoin d'événements célèbres.
Le 13 décembre 1294, Célestin V démissionne de sa fonction de pape, dans une salle du château. Onze jours plus tard, Boniface VIII y est élu pape par le Collège des cardinaux et se rend immédiatement à Rome pour échapper à l'autorité angevine.
Sous le roi Robert Ier, qui règne à partir de 1309, le château est agrandi et embelli, devenant un centre de mécénat d'art.
En 1347, le Castel Nuovo est mis à sac par l'armée de Louis Ier de Hongrie, et doit être fortement remanié après le retour de la reine Jeanne Ire. La nouvelle forteresse permet à la reine de résister au siège hongrois pendant la deuxième expédition du roi de Hongrie.
Le château est assiégé à plusieurs reprises au cours des années suivantes, et à partir de 1399 devient la résidence officielle du roi Ladislas Ier. Sous le règne de sa sœur Jeanne II, il perdit cependant en importance.
Sous la dynastie aragonaise, initiée par Alphonse V en 1442, la forteresse est modernisée afin de résister à l'essor de l'artillerie : les tours carrées sont remplacées par des tours circulaires afin que les boulets soient déviés et rebondissent. Un arc de triomphe, conçu par Francesco Laurana, est ajouté à la porte principale pour célébrer l'entrée d'Alphonse à Naples. La décoration en est exécutée par les sculpteurs espagnols Pere Johan et Guillem Sagrera, appelés de Catalogne par le souverain.
Dans une salle du château a eu lieu la fameuse conspiration du roi Ferdinand Ier, fils d'Alphonse, envers une partie de la noblesse du royaume napolitain, exaspérée par le gouvernement autoritaire de Ferdinand.
La salle des Barons a été le siège du Conseil communal de Naples jusqu'en 2006. Cette salle était la "Sala Maior" du château angevin voulue par Robert d'Anjou et décorée de fresques par Giotto vers 1330, qui a représenté des hommes et des femmes célèbres de l'antiquité : Samson, Hercule, Salomon, Pâris, Hector, Achille, Énée, Alexandre, César et leurs compagnes. Devenue salle des barons en 1486 quand ceux-ci furent arrêtés après leur conspiration contre Ferdinand Ier, elle est la plus célèbre du château.

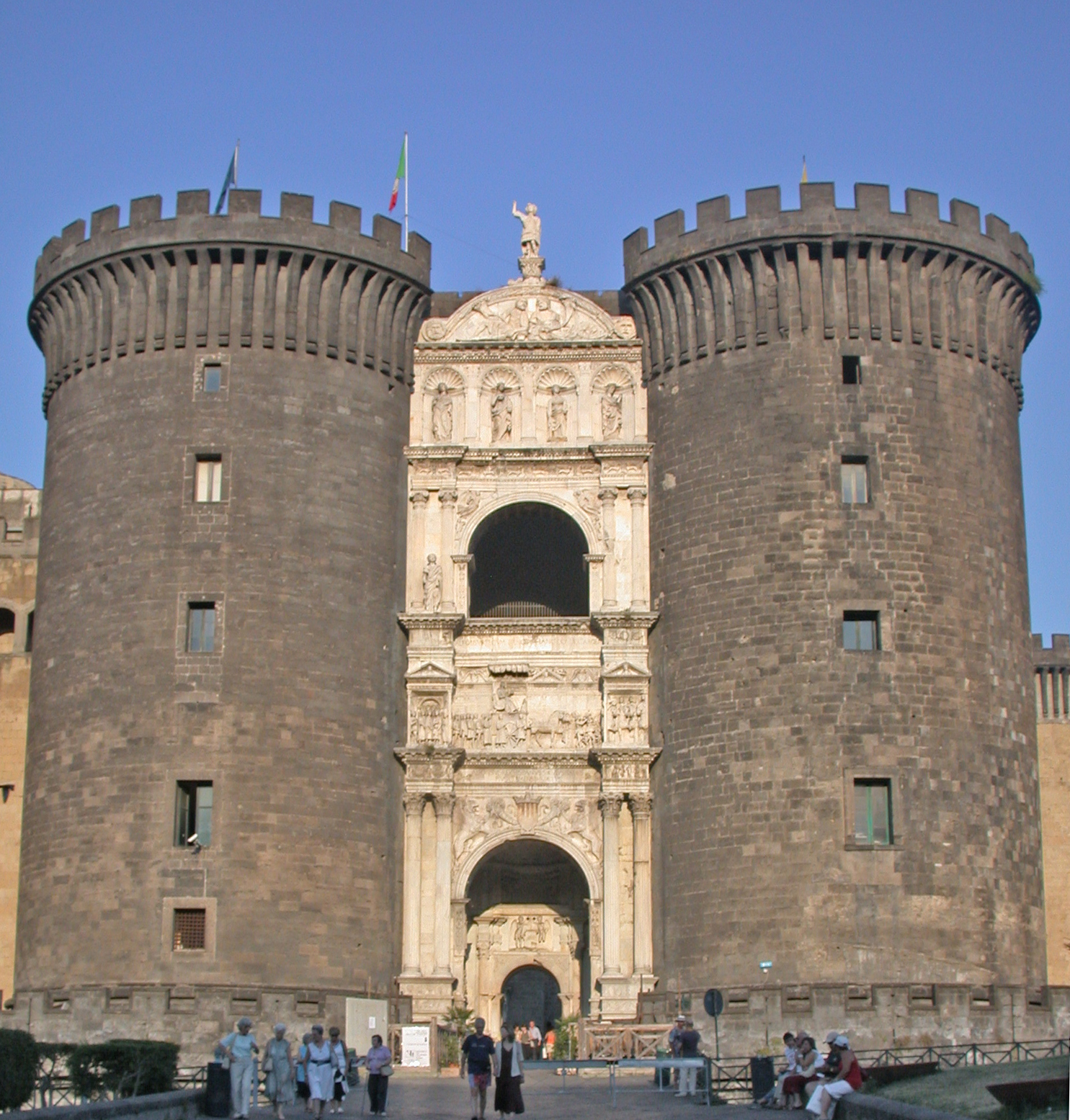
Vue de face, l'arche triomphale.

Après le sac de Naples par les soldats Charles VIII de France en 1494, le royaume de Naples est annexé par la couronne d'Espagne, et le statut du château est passé de résidence royale à forteresse militaire. Un grand butin fut pris par les Français dans le château. On peut citer par exemple un exemplaire du Commentaire sur l'Apocalypse de Beatus de Liébana, aujourd'hui conservé à la Bibliothèque nationale de France, ou encore les portes monumentales du château, percées d'un boulet et aujourd'hui exposées à Naples. Il fut néanmoins la résidence temporaire des rois espagnols lors de leurs visites dans la ville, comme celle de Charles Quint en 1535.
Le château fut à nouveau utilisé comme résidence par Charles III et plus tard par le duc Stefano Di Conza.
La dernière restauration du Castel Nuovo a été réalisée en 1823.
Aujourd'hui, le château est le siège de divers organismes dont la Società Napoletana di Storia Patria (it) (SNSP), le comité de Naples de l'Istituto per la storia del Risorgimento italiano, le Musée civique de la ville de Naples (Chapelle palatine et parcours du premier et second étage) et la Fondation Valenzi dont l'inauguration a eu lieu le 15 novembre 2009 sous la présidence du président de la république Giorgio Napolitano, le sous-secrétaire du conseil des ministres Gianni Letta, le maire de Naples Rosa Russo Jervolino, le gouverneur de la région Campanie Antonio Bassolino, ainsi que diverses autres personnalités dans le cadre de la célébration de la naissance de Maurizio Valenzi.

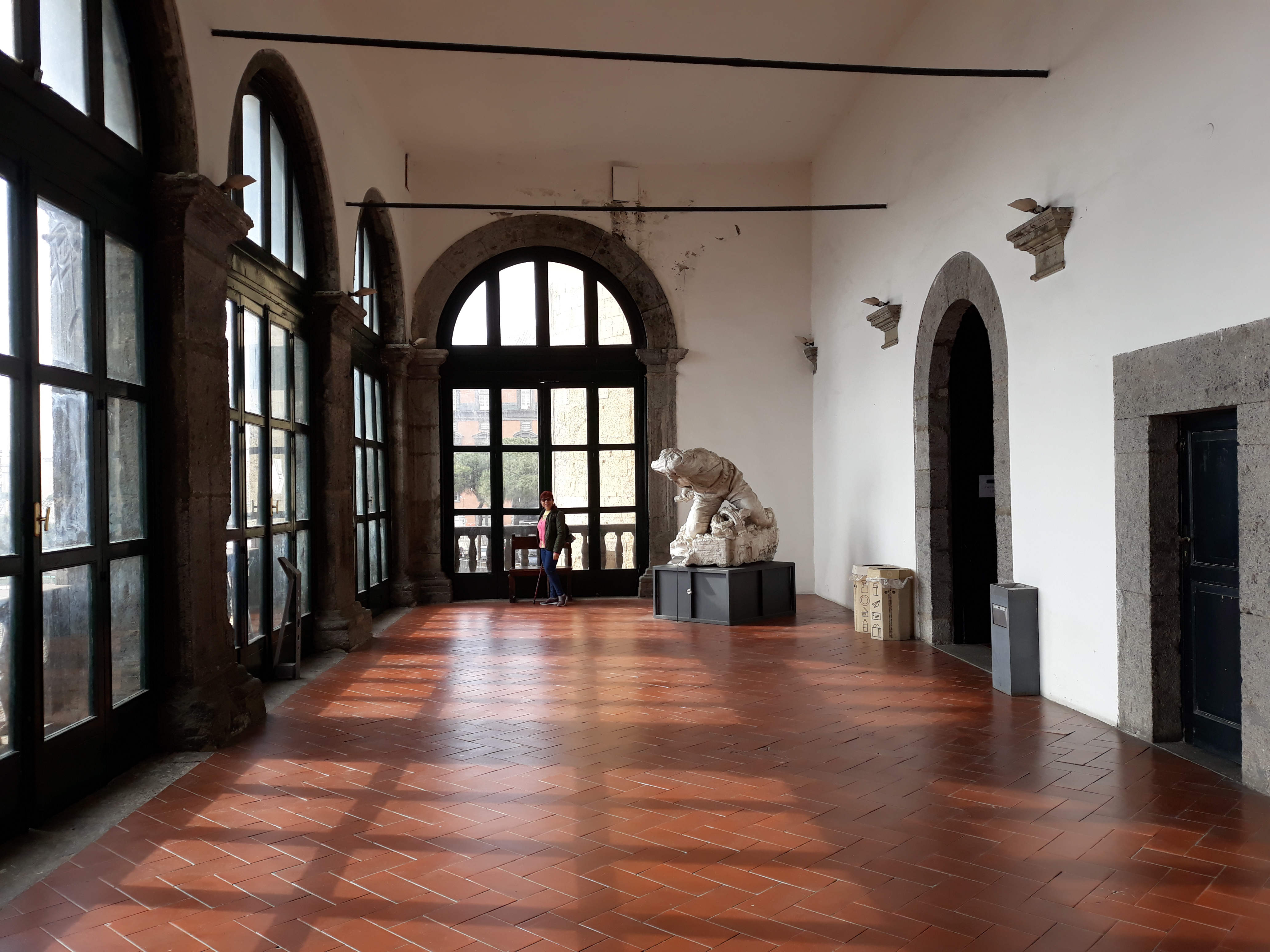
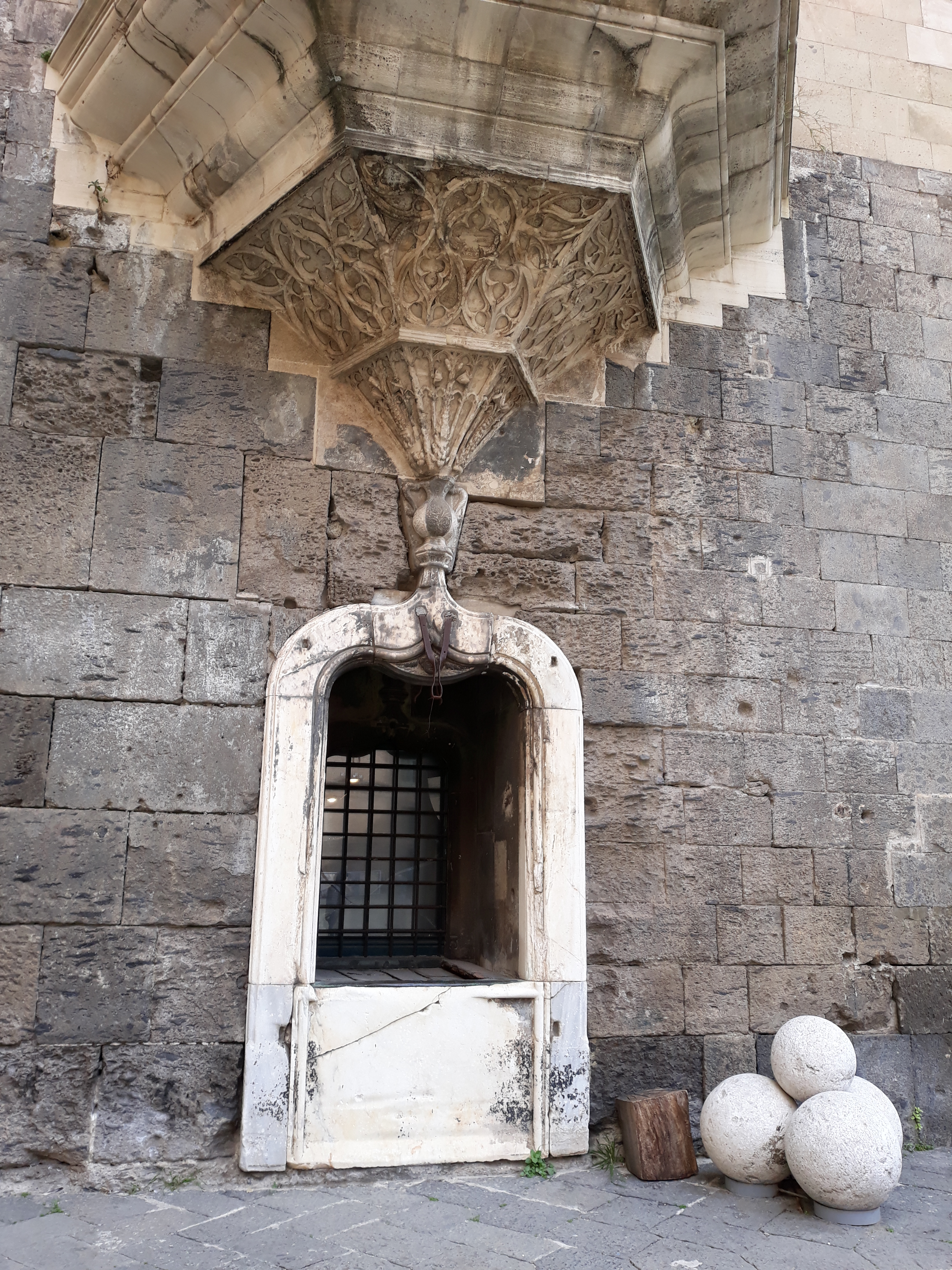
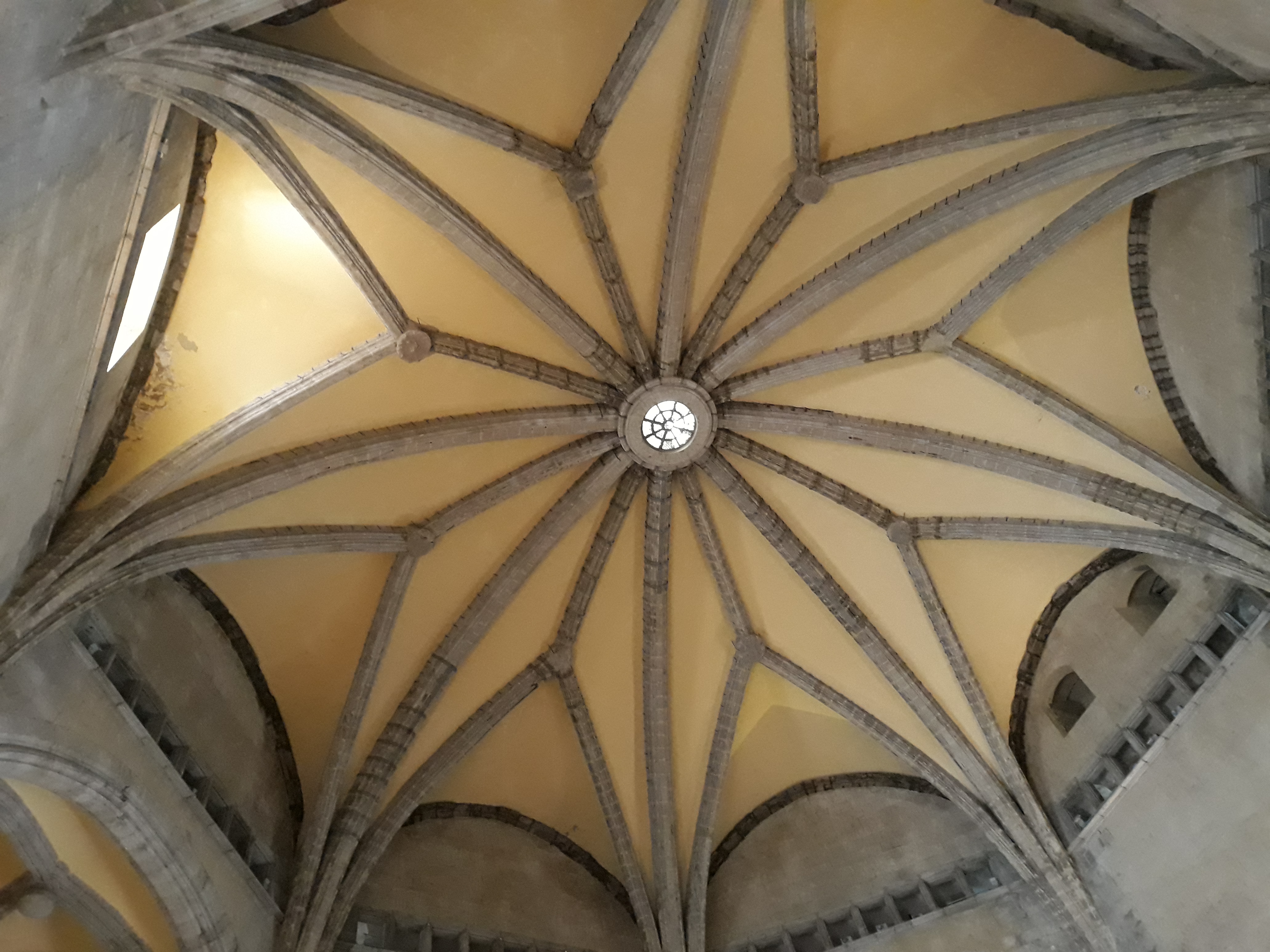
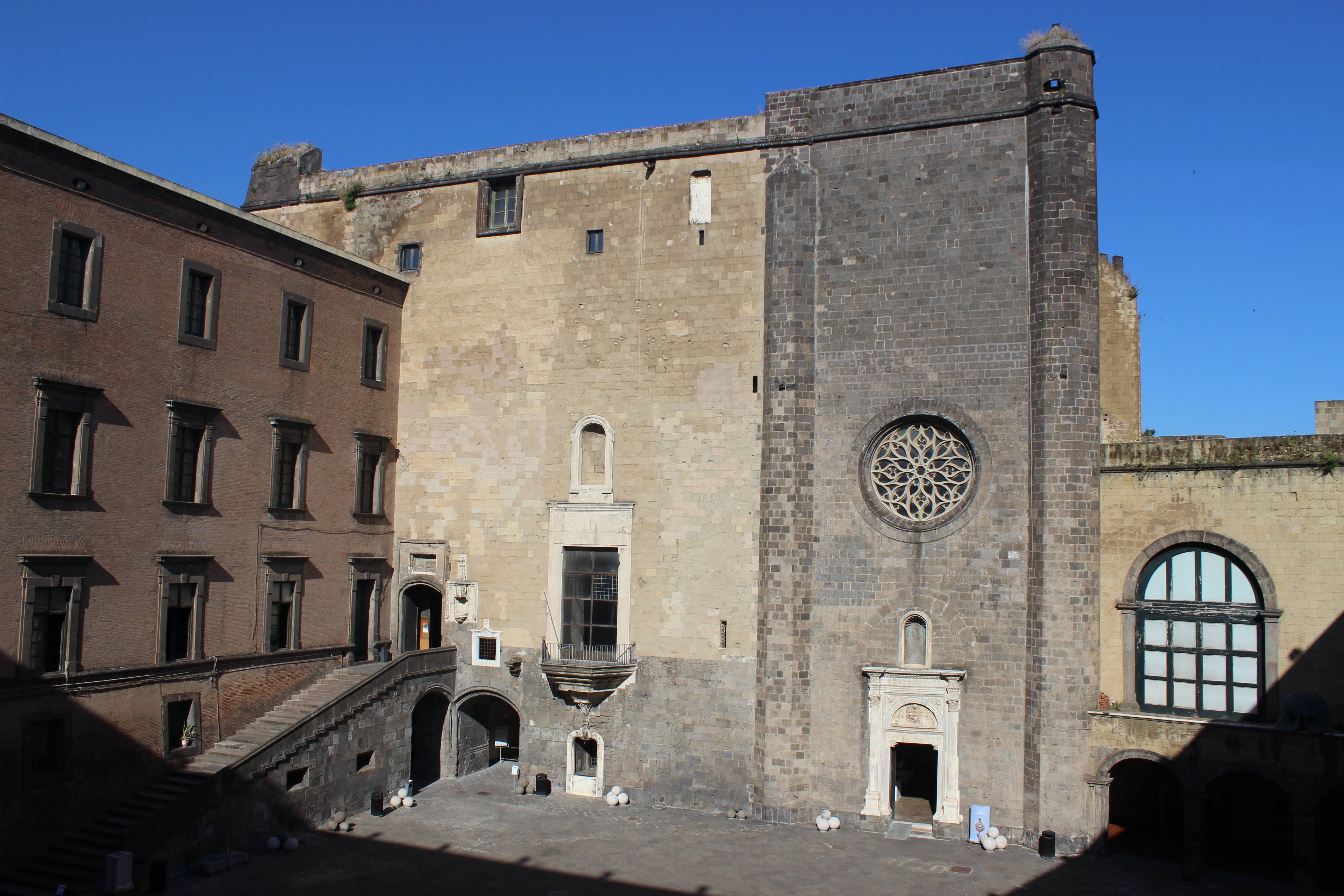
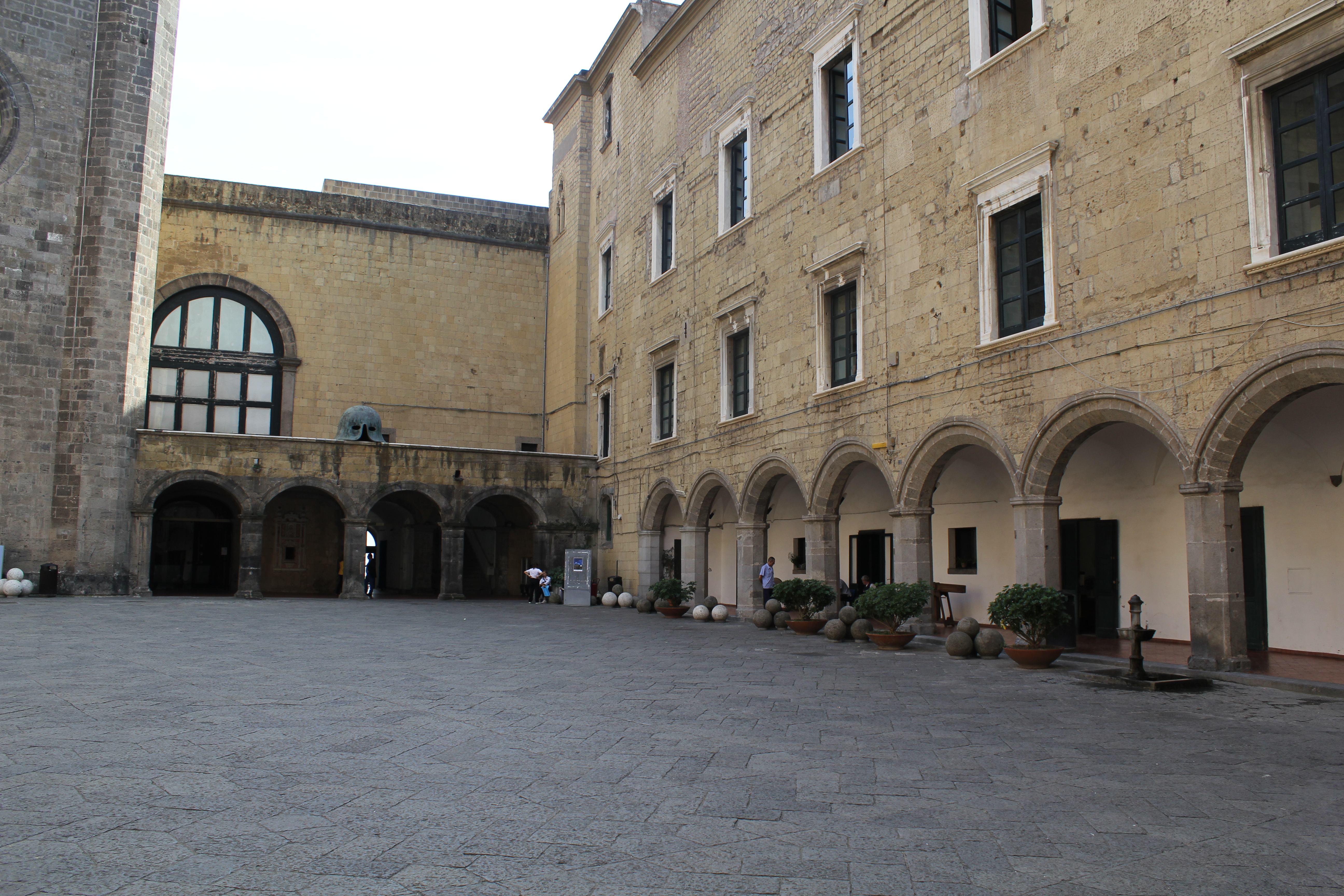

## Sources
- (en) Cet article est partiellement ou en totalité issu de l’article de Wikipédia en anglais intitulé « Castel Nuovo » (voir la liste des auteurs).